# Стога (серия картин)
«Стога» — серия картин французского художника-импрессиониста Клода Моне, созданная в 1888—1891 годах. Всего в серии им была написана 31 картина.
Главным объектом каждой картины серии являются стога собранной пшеницы (или, возможно, ячменя или овса: оригинальное французское название «Les Meules à Giverny» означает просто «Стога в Живерни»). Название относится в первую очередь к серии из двадцати пяти полотен (индексные номера Вильденштейна 1266-1290), которую Моне начал в конце лета 1890 года и продолжал до весны следующего года, хотя Моне также создал пять более ранних картин, используя тот же сюжет со стогами. Предшественником серии является картина 1884 года «Стог сена в Живерни» (Пушкинский музей).
Эта серия знаменита тем, что Моне повторяет один и тот же сюжет, чтобы показать разницу в освещении и атмосфере в разное время суток, в разные времена года и в разную погоду.
Эта серия является одной из самых выдающихся работ Моне. Крупнейшие коллекции «Стогов» находятся в Музее Орсе и Музее Мармоттана- Моне в Париже, а также в Чикагском институте искусств. Другие коллекции включают Музей изящных искусств в Бостоне, Метрополитен-музей и Национальный музей западного искусства, и Музей Оранжери в Париже. В коллекции Чикагского института искусств находятся шесть из двадцати пяти «Стогов».                                                                                    
Среди других музеев, где хранятся части этой серии, — Центр Гетти в Лос-Анджелесе, Музей Хилл-Стед в Фармингтоне, штат Коннектикут (где также хранится одна из пяти более ранних картин1888-89 годов), Национальная галерея Шотландии, Институт искусств Миннеаполиса, Кунстхаус Цюрих, Тель-Авивский музей изобразительных искусств и Музей Шелбурна, штат Вермонт. В частных коллекциях находятся остальные картины серии «Стога».                                                                                    

## История создания
Моне неоднократно обращался к изображению стогов на своих картинах. Например, большую известность получили его «Стога» из собраний Бостонского музея изящных искусств, Пушкинского музея и Эрмитажа. Однако все эти работы нельзя считать серийными — каждая отдельно взятая картина создавалась самостоятельно, без оглядки на другие подобные. Даниэль Вильденштейн указывает, что «как правило, роль стогов была второстепенной; это были стога сена, присутствие которого на скошенных полях было столь же эфемерным, как и породивший их сенокос».

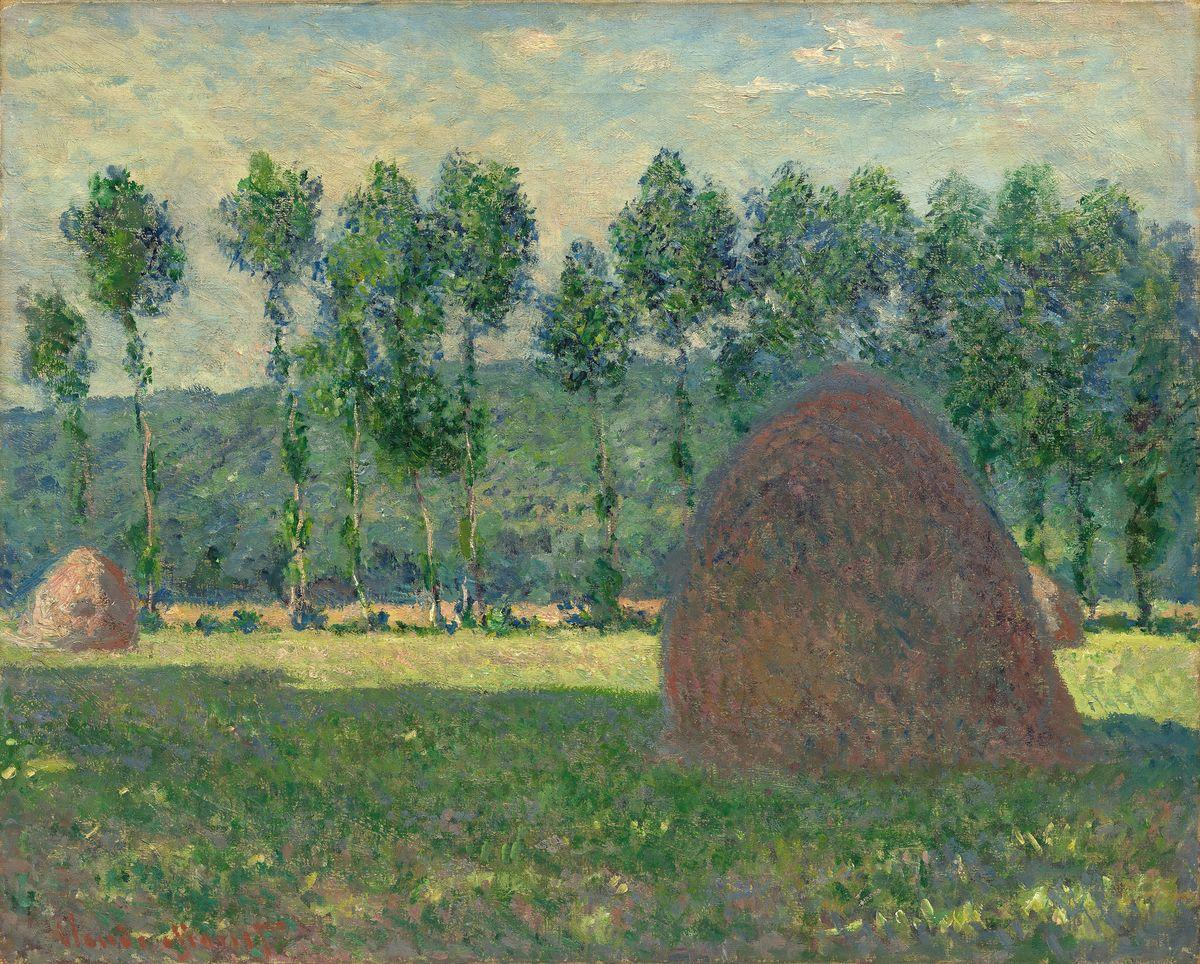
«Стог сена в Живерни». Около 1884—1889 гг. Пушкинский музей

В начале осени 1888 года Моне искал сюжеты в полях под Живерни. Найдя два стоящих рядом стога, он сделал с них эскиз. Но в процессе работы солнце переместилось, и тени изменили своё положение, и тут у Моне родилась идея новой картины — ему захотелось запечатлеть вновь возникшую игру света и тени. Спустя некоторое время нюансы освещения вновь изменились, и Моне почувствовал потребность зафиксировать и их. По свидетельству Джона Ревалда изначально Моне считал, что для передачи объекта вполне достаточно двух холстов — одного для солнечного света, другого для пасмурной погоды, однако явная недостаточность подобного подхода сподвигла Моне на создание большой серии картин на один сюжет, но с различными эффектами света. Шведский исследователь творчества импрессионистов Оскар Рейтерсверд охарактеризовал начало подобных серийных работ следующим образом: «Он стал нанизывать звенья этой цепи бесконечных изменений, стремясь достичь на полотнах изображения всё новых и новых световых эффектов». Вильденштейн пишет, что серия Моне родилась не по волшебству из его первых встреч со стогами; её появление было результатом многолетнего опыта живописца.
Сначала у Моне было много неудач и большинство эскизов им отбраковывалось и уничтожалось. 21 июля 1890 года Моне писал своему другу Гюставу Жеффруа: «то немногое, что я успел сделать, уничтожено мною, соскоблено или разрезано на куски». Но в тех случаях, когда всё шло хорошо, базовый эскиз становился отправной точкой для нескольких близких композиций.

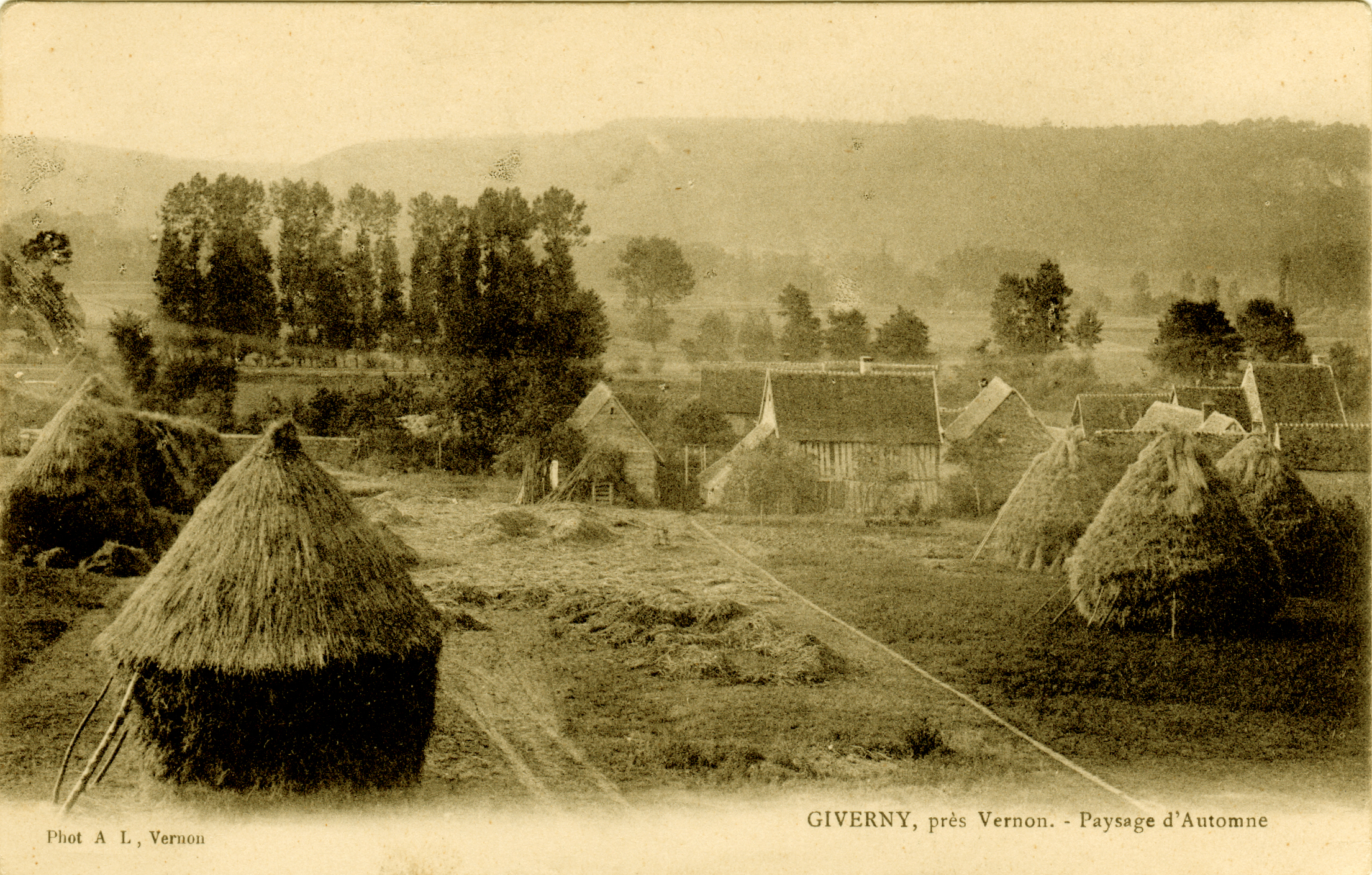
Осенний пейзаж в Живерни. Почтовая карточка 1894 года

Значительную часть своих «Стогов» Моне сам датировал поздней зимой 1890 года, однако некоторые из них датированы 1889 годом, а на самой первой картине серии (W1213) вообще указана авторская дата 1888 год. Достоверно известно, что первые картины были готовы уже летом 1889 года — они, через посредство Тео Ван Гога, были выставлены на продажу в галерее «Буссо и Валадон». Там их мог увидеть Стефан Малларме, который в письме Моне от 9 июля 1890 года восхищённо отмечал: «Я был так ослеплён вашими „Стогами“, что ловлю себя на том, что с нынешнего дня я смотрю на природу только через вашу живопись». «Стога», написанные в 1888—1889 годах (в каталоге-резоне творчества Моне они указаны под номерами W1213 — W1217a), выделяются в первую группу серии.
Своего апогея серия достигла в 1890—1891 годах. В начале 1890 года Моне значительную часть своего времени посвятил организации подписки на приобретение «Олимпии» Эдуарда Мане. Вернулся к работе над «Стогами» он лишь в конце лета. Вильденштейн приводит подробности того, как была организована работа. Моне нагружал тачку требуемыми холстами и в сопровождении своей падчерицы Бланш Ошеде-Моне отправлялся в поле. Иногда ему холстов не хватало и тогда он посылал Бланш в дом за новыми. 7 октября 1890 года Моне в письме Жеффруа раскрывает своё творческое кредо, оформившееся во время работы над «Стогами»:

Для того чтобы передать то, чего я добиваюсь — мгновенности, и в особенности оболочки разлитого повсюду одинакового света, нужно очень много работать, и мне, больше чем когда-либо противны лёгкие вещи, которые создаются в едином порыве.

Лионелло Вентури по этому поводу с горечью отмечает: «Серии означают для Моне конец <…> удач с первого раза и в то же время — увы! — умению отдаться вдохновению с первой минуты. Тонкость, мастерство, техника от этого только выигрывают… Но чем более тонкими становятся нюансы, тем меньше в них жизни; чем более завершён и отточен эффект света, тем меньше его излучение».
В начале декабря 1890 года, когда за первыми снегопадами последовала «отличная погода», Моне внезапно наполнился радостью творчества. Зима 1890—1891 годов с его точки зрения была исключительной: были устойчивые, но не чрезмерные холода (температура редко когда опускалась ниже −10 °C и никогда не была ниже −15°). Земля и стога постоянно были покрыты снегом и инеем. Погода оставалась благоприятной несколько недель подряд. Это было идеально для Моне, который «безумно работал», «выполняя множество дел», чтобы «воспользоваться этими великолепными зимними эффектами».

## Появление на публике и отзывы
К началу весны 1891 года вся серия была закончена, и 4 мая 13 картин из неё было (а также несколько других) выставлено в галерее Поля Дюран-Рюэля. На суд публики были предъявлены картины, обозначенные в каталоге-резоне Моне под номерами W1217a (14), W1266 (2), W1269 (1), W1272 (3), W1274 (6), W1277 (7), W1278 (13), WW1280 (8), W1281 (9), W1282 (10), W1286 (4), W1287 (15), W1289 (5) — в скобках указан номер по выставочному каталогу. Отзывы об этой выставке разнятся. Так, Оскар Рейтерсверд пишет что публика приняла картины в целом благосклонно, и лишь отдельные посетители сетовали на столь «недостойный» объект внимания художника. Лионелло Вентури говорит, что выставка прошла незамеченной прессой, но снискала популярность у любителей. Камиль Писсарро же пишет, что выставка имела огромный успех, однако к самой серии он отнёсся довольно критически: «Они произвели на меня впечатление большого мастерства и показались очень светлыми. <…> В них всё правильно и гармонично, но хотелось бы больше единства в исполнении или, вернее, более спокойного восприятия и в некоторых местах меньше эфемерности. Цвета красивые, но не сильные, рисунок хорош, но немного расплывчат — особенно в глубине, — всё равно это работы большого художника». Анри Беральди иронизировал: «Пять стогов. Один и тот же стог, окрашенный в разное время дня. Здесь у нас серый стог, розовый стог (шесть часов), жёлтый стог (одиннадцать часов), синий стог (два часа), фиолетовый стог (четыре часа), красный стог (восемь часов вечера) и т. д. и т. д.».
В 1896 году один из «Стогов» (W1288) был отправлен Дюран-Рюэлем на выставку французского искусства в Москву и Санкт-Петербург, организованную Красным Крестом. В Москве эту картину увидел молодой Василий Кандинский и она произвела на него огромное впечатление. Впоследствии Кандинский писал:

И вот сразу видел я в первый раз картину. Мне казалось, что без каталога не догадаться, что это — стог сена. Эта неясность была мне неприятна: мне казалось, что художник не вправе писать так неясно. Смутно чувствовалось мне, что в этой картине нет предмета. С удивлением и смущением замечал я, однако, что картина эта волнует и покоряет, неизгладимо врезывается в память и вдруг неожиданно так и встанет перед глазами до мельчайших подробностей. Во всем этом я не мог разобраться, а тем более был не в силах сделать из пережитого таких, на мой теперешний взгляд, простых выводов. Но что мне стало совершенно ясно — это не подозревавшаяся мною прежде, скрытая от меня дотоле, превзошедшая все мои смелые мечты сила палитры. Живопись открывала сказочные силы и прелесть. Но глубоко под сознанием был одновременно дискредитирован предмет как необходимый элемент картины

Серия «Стога» и последовавшие сразу за ней серии «Тополя» и «Руанский собор» в целом ознаменовали окончательный отказ Моне от пленэрной живописи, когда картина создаётся непосредственно на месте, и переход к систематической работе в мастерской — когда на пленере пишется только предварительный эскиз, а вся основная работа методически ведётся уже в мастерской. Историк импрессионизма Джон Ревалд писал: «В стремлении методически, почти с научной точностью наблюдать непрерывные изменения света Моне утратил непосредственность восприятия. Теперь ему были противны „лёгкие вещи, которые создаются в едином порыве“, но именно в этих „лёгких вещах“ проявился его дар схватывать в первом впечатлении сияющее великолепие природы. Упорство, с которым он теперь вёл состязание со светом (в этой связи он сам употреблял слово „упорство“), шло вразрез с его опытом и дарованием. Тогда как картины его часто дают блестящее решение этой проблемы, сама проблема оставалась чистым экспериментом и налагала строгие ограничения. Напрягая зрение для того, чтобы заметить мельчайшие изменения, он часто терял ощущение целого. Доведя до крайности своё пренебрежение сюжетом, Моне окончательно отказался от формы и в бесформенной ткани тончайших нюансов старался удержать лишь чудо света».
Бывший член совета директоров аукционного дома «Сотбис» Ф. Хук в своём историческом обзоре мирового галерейного арт-рынка писал: «Серии картин Моне были удачей, о которой любой торговец мог только мечтать, ведь они представляли собой визуальную трактовку одного сюжета в различном освещении в соответствии со временем суток».

## Список картин серии

### Первая группа картин
| Изображение и № по каталогу Вильденштейна | Название, каталожные данные и местонахождение | Сведения о провенансе |
| ----------------------------------------- | --- | --- |
| W 1213                                    | Стога в Живерни, солнечная погода, фр. Les Meules à Giverny, soleil couchant. 65 × 92 см. Слева внизу подпись и дата: Claude Monet 88. Музей современного искусства Сайтама, Япония. | При каких обстоятельствах картина покинула мастерскую Моне не установлено. Принадлежала Джеймсу Саттону и 16—17 января 1917 года была выставлена на распродаже части его собрания в отеле «Плаза», Нью-Йорк, где была выкуплена Полем Дюран-Рюэлем и вскоре продана Жану д’Алаеру из Парижа. Затем выставлялась в галерее Сэма Зальца и около 1960 года была продана Джозефу Розенсафту, США. Впоследствии выставлялась в галерее «Геккосо» в Токио, где была приобретена для музея современного искусства Сайтама, префектура Сайтама, Япония. |
| W 1214                                    | Стога в Живерни, эффект утра, фр. Les Meules à Giverny, effet du matin. 65 × 92 см. Слева внизу подпись и дата: Claude Monet 89. Частная коллекция.                                  | При каких обстоятельствах картина покинула мастерскую Моне не установлено. С 1899 года принадлежала Джеймсу Саттону. 26 октября 1933 года была выставлена на распродаже, устраиваемой Американской художественной ассоциацией, где была приобретена Дэвидом Финдли. 15 ноября 1989 года выставлена на торги в аукционном доме «Сотбис», а 1 мая 1996 года вновь оказалась на торгах у «Сотбис». |
| W 1215                                    | Стога, фр. Les Meules à Giverny, effet de gelée blanche. 64 × 91,3 см. Слева внизу подпись и дата: Claude Monet 89. Музей Хилл-Стид, Фармингтон, Коннектикут, США (инв. № 46-1-8).   | В июне 1889 года выкуплена у Моне галереей «Буссо и Валадон» и вскоре продана Стани Оппенхейму из Парижа, однако в том же году оказалась вновь выставлена на продажу у «Буссо и Валадона», где её в октябре приобрёл Альфред Этмор Поуп из Кливленда, США. С 1913 года принадлежала его сыну Теодату Поупу Риддли. После его смерти картина в 1946 году согласно завещанию Поупа Риддли перешла в собственность музея Хилл-Стид, расположенного в бывшем поместье Поупов .                                                                      |
| W 1216                                    | Стог в Живерни, фр. La Meule à Giverny. 65 × 81,5 см. Справа внизу подпись и дата: 89 Claude Monet. Тель-Авивский музей изобразительных искусств, Тель-Авив, Израиль (инв. № 3203).  | Куплена непосредственно у Моне Мацуката Кодзиро. В 1973 году от неизвестного дарителя перешла в собственность Тель-Авивского художественного музея. |
| W 1217                                    | Стог, зима, пасмурная погода, фр. Meule, hiver, temps brumeux. 65 × 92 см. Слева внизу подпись: Claude Monet. Частная коллекция, Япония.                                             | Выкуплена у Моне парижским галеристом Жоржем Пети, с 1905 года выставлялась в галерее «Бернхайм-Жён», где была куплена Луи-Мари-Филиппом Александром, 4-м князем Ваграмским. В 1914 году была выставлена на продажу в галерее Поля Дюран-Рюэля. Затем принадлежала галерее Вильденштейнов. В 1988 году была выставлена на продажу в лондонской галерее Mayfair Fine Art, откуда попала в галерею Art Point в Токио, где была продана в японскую частную коллекцию.                                                                              |
| W 1217a (изображение неизвестно)          | Стог, зимний вечер, фр. Meule, soir d'hiver. Размер неизвестен. Уничтожена. | Выкуплена у Моне в апреле 1891 года Полем Дюран-Рюэлем и в том же году продана Артуру Стадду из Лондона. В 1894 году вновь была выкуплена Полем Дюран-Рюэлем и вскоре продана Уильяму Генри Крокеру из Сан-Франциско. В 1906 году во время общегородского пожара в Сан-Франциско, случившегося после землетрясения, погибла вместе с большей частью коллекции Крокера. |

### Вторая группа картин
| Изображение и № по каталогу Вильденштейна | Название, каталожные данные и местонахождение | Сведения о провенансе |
| ----------------------------------------- | --- | --- |
| W 1266                                    | Стога, конец лета, утренний эффект, фр. Meules, fin de l'été, effet du matin. 60,5 × 100,8 см. Слева внизу подпись и дата: Claude Monet 91. Орсе, Париж, Франция. Инв. № RF 1975 3                                 | Выкуплена Полем Дюран-Рюэлем в мае 1891 года. В 1952 году принадлежала графине де Бреси и в 1975 году была продана ей Лувру. С 1986 года входит в состав собраний музея Орсе. |
| W 1267                                    | Стога, яркое солнце, фр. Meules, grand soleil. 58,4 × 96,5 см. Слева внизу подпись и дата: Claude Monet 90. Музей Хилл-Стид, Фармингтон, Коннектикут, США (инв. № 46-1-9).                                         | В феврале 1891 года выкуплена у Моне галереей «Буссо и Валадон» и в том же году продана Альфреду Этмору Поупу из Кливленда, США. С 1913 года принадлежала его дочери Теодат Поуп Риддли. После ее смерти картина в 1946 году согласно завещанию Теодат перешла в собственность музея Хилл-Стид, расположенного в бывшем поместье Поупов. |
| W 1268                                    | Стога, фр. Les Meules au soleil, effet du matin. 65 × 100 см. Слева внизу подпись и дата: Claude Monet 91. Частная коллекция.                                                                                      | В декабре 1891 года выкуплена у Моне галереей «Буссо и Валадон» и в декабре следующего года продана Харрису Уиттмору, Наугатук, Коннектикут, США. 12 ноября 1985 года была выставлена в аукционном доме «Сотбис» на распродаже коллекции Уиттмора, где была приобретена анонимным коллекционером. |
| W 1269                                    | Стога, фр. Meules, fin de l'été, effet du soir. 60 × 100,5 см. Слева внизу подпись и дата: Claude Monet 91. Чикагский институт искусств, Чикаго, Иллинойс, США (инв. № 1985.1103).                                 | 9 мая 1891 года выкуплена у Моне Полем Дюран-Рюэлем и вскоре продана Ч. Файрчайлду из Бостона. Однако вскоре картина вернулась к Дюран-Рюэлю и была продана Поттеру Палмеру из Чикаго. Далее картина находилась в собрании Артура Вуда, мужа дочери Поттера Палмера. В 1985 году подарена им Чикагскому институту искусств в память о своей жене Полин Палмер Вуд. |
| W 1270                                    | Стога, фр. Deux Meules, déclin du jour, automne. 65 × 100 см. Слева внизу подпись и дата: Claude Monet 91. Чикагский институт искусств, Чикаго, Иллинойс, США (инв. № 1933.444).                                   | Предположительно в июле 1891 года выкуплена у Моне Полем Дюран-Рюэлем и вскоре продана Поттеру Палмеру из Чикаго. В 1932 году принадлежала Льюису Лернеду Коберну из Чикаго и в 1933 году подарена им Чикагскому институту искусств. |
| W 1271                                    | Стога, фр. Les Meules au soleil, milieu du joir. 65,6 × 100,6 см. Слева внизу подпись и дата: Claude Monet 90. Национальная галерея Австралии, Канберра, Австралия (инв. № 79.16).                                 | В сентябре 1891 года выкуплена у Моне парижской галереей «Аммам» по заказу нью-йоркской галереи «Недлер», откуда была продана Поттеру Палмеру из Чикаго. Унаследована его дочерью Палмер Торн из Бедфорда, США. Затем выставлялась на продажу в галерее Вильденштейнов, откуда в 1978 году была выкуплена для Национальной галереи Австралии (поступила в собрание музея в феврале 1979 года). |
| W 1272                                    | Стога, последние лучи солнца, фр. Meules, derniers rayons de soleil. 73 × 92 см. Слева внизу подпись и дата: Claude Monet 90. Частная коллекция, Франция.                                                          | В январе 1891 года выкуплена у Моне Полем Гайимаром, затем принадлежала Леону Константену, откуда перешла в неназванную частную коллекцию во Франции. В 2001 году проходила на торгах в аукционном доме «Сотбис» |
| W 1273                                    | Стога, фр. Meules. 73 × 92 см. Слева внизу подпись и дата: Claude Monet 91. Музей Барберини, Потсдам, Германия (инв. № MB-Mon-26).                                                                                 | 2 июля 1891 года выкуплена у Моне Полем Дюран-Рюэлем и в том же году или в начале следующего продана Поттеру Палмеру из Чикаго. В 1945 году принадлежала Оноре Палмеру. 14 мая 1986 года на торгах в аукционном доме «Кристис» была продана в неназванную частную коллекцию в США. 14 мая 2019 года была выставлена в аукционном доме «Сотбис» и была продана за 110 млн долларов США, став самой дорогой картиной как самого Клода Моне, так и французских импрессионистов вообще, проданной с публичных торгов. Владельцем картины стал немецкий предприниматель Хассо Платтнер. С 2019 года картина выставляется в основанном Платтнером музее Барберини в Потсдаме. 23 октября 2022 года на картину было совершено нападение двух экоактивистов, картина пострадала от картофельного пюре .                |
| W 1274                                    | Стога, эффект снега, фр. Les Meules, effet de neige. 73 × 92 см. Слева внизу подпись и дата: Claude Monet 91. Музей Хилл-Стид, Фармингтон, Коннектикут, США.                                                       | В июле 1891 года выкуплена у Моне Полем Дюран-Рюэлем и в том же году продана Поттеру Палмеру из Чикаго. Однако в следующем году картина опять была выставлена на продажу в галерее Дюран-Рюэля и вскоре продана Альфреду Этмору Поупу из Кливленда, США. В 1895 году вновь оказалась у Дюран-Рюэля, который продал картину Генри Осборну Хэвемайеру. Впоследствии картина была унаследована его дочерью Электрой, выставлялась в музее Шелбурна в Вермонте (инв. № 27.12-106). В настоящее время находится в музее Хилл-Стид в Фармингтоне. |
| W 1275                                    | Стога, зима, фр. Les Meules, hiver. 65 × 100 см. Слева внизу подпись и дата: Claude Monet 91. Частная коллекция, Швейцария.                                                                                        | В марте 1891 года выкуплена у Моне галереей «Буссо и Валадон» (в галерейных описях фигурировала под названием «Meules, temps de neige») и уже в апреле продана Декассу из Парижа. 12 декабря 1929 года выставлена на распродаже собрания Мориса Баррета-Декапа в аукционном доме «Друо», где её приобрёл Анри-Эдмон Каннон из Парижа. Впоследствии находилась в частной коллекции в Швейцарии. |
| W 1276                                    | Стога, эффект снега, утро, фр. Meules, effet de neige, le matin. 64,8 × 100,3 см. Слева внизу подпись и дата: Claude Monet 91. Музей Гетти, Лос-Анджелес, Калифорния, США (инв. № 95.PA.63).                       | В феврале 1891 года выкуплена у Моне галереей «Буссо и Валадон» и сразу продана Лонкети. С 1968 года принадлежала М. Марбо из Парижа, но уже в следующем году была выставлена на продажу в нью-йоркской галерее «Аквавелла», где её приобрёл Джон Томпсон Дорранс-младший. 18—19 октября 1989 года была выставлена в аукционном доме «Сотбис» на распродаже собрания Дорранса, где была выкуплена Полом Джозефовицем. Далее принадлежала Хенрику де Квятковски, у которого в 1995 году была приобретена для Музея Гетти . |
| W 1277                                    | Стога, эффект инея, фр. Meules, effet de gelée blanche. 65 × 92 см. Слева внизу подпись и дата: Claude Monet 91. Национальная галерея Шотландии, Эдинбург, Великобритания (инв. № 2283).                           | В июле 1891 года выкуплена у Моне галереей «Буссо и Валадон» и продана Жюлю Шавассу. В 1898 году была выставлена на продажу в галерее Поля Дюран-Рюэля, с 1929 года принадлежала Альфреду Честеру Битти из Дублина. В 1960 году была выставлена в лондонской галерее Артура Тута, где её приобрёл Александр Мейтланд из Эдинбурга. По его завещанию картина в 1965 году перешла в собственность Национальной галереи Шотландии. |
| W 1278                                    | Стога, эффект снега, закат, фр. Meules, effet de neige, soleil couchant. 65,3 × 100,4 см. Справа внизу подпись и дата: Claude Monet 91. Чикагский институт искусств, Чикаго, Иллинойс, США (инв. № 1922—431).      | В июле 1891 года выкуплена у Моне Полем Дюран-Рюэлем и в следующем году продана Поттеру Палмеру из Чикаго. В 1922 году по завещанию перешла в собственность Чикагского института искусств. |
| W 1279                                    | Стога, зимний эффект, фр. Meules, effet d'hiver. 65,4 × 92,1 см. Слева внизу подпись и дата: Claude Monet 91. Метрополитен-музей, Нью-Йорк, США (инв. № 29.100.109).                                               | В сентябре 1891 года выкуплена у Моне парижской галереей «Амман» по поручению нью-йоркской галереи «Аквавелла», которая продала картину Поттеру Палмеру из Чикаго. В 1893 году была выставлена на продажу в галерее Поля Дюран-Рюэля и в следующем году была куплена Генри Осборном Хэвемайером. В 1929 году, согласно завещанию Хэвемайера, перешла в собственность Метрополитен-музея. |
| W 1280                                    | Стога, эффект снега, утро, фр. Meules, effet de neige, le matin. 65,4 × 92,4 см. Слева внизу подпись и дата: Claude Monet 91. Бостонский музей изящных искусств, Бостон, Массачусетс, США (инв. № 1970—253).       | В мае 1891 года выкуплена у Моне Полем Дюран-Рюэлем и вскоре продана Горасу Ламбу из Бостона. В 1950 году унаследованы Айми и Розамонд Ламб и в 1969 году подарены Бостонскому музею изящных искусств (в музей поступили в 1970 году). |
| W 1281                                    | Стога, эффект снега, пасмурная погода, фр. Meules, effet de neige, temps couvert. 66 × 93 см. Справа внизу подпись и дата: Claude Monet 91. Чикагский институт искусств, Чикаго, Иллинойс, США (инв. № 1933.1115). | В мае 1891 года выкуплена у Моне Полем Дюран-Рюэлем. В 1893 году куплена Мартином А. Раерсоном из Чикаго и в 1933 году, согласно его завещанию, поступила в собственность Чикагского института искусств. |
| W 1282                                    | Стога, закат, зима, фр. Meules, coucher de soleil, hiver. 65 × 92 см. Справа внизу подпись и дата: Claude Monet 91. Частная коллекция, Великобритания.                                                             | В мае 1891 года выкуплена у Моне Полем Дюран-Рюэлем и была продана в неустановленную частную коллекцию. 20 июня 1951 года выставлена на торги в аукционном доме «Друо», а 7 декабря 1966 года проходила на торгах в аукционном доме «Сотбис», где была приобретена для лондонской галереи Артура Тута. Впоследствии находилась в частной коллекции в Великобритании. |
| W 1283                                    | Стог, фр. La Meule. 65,8 × 92,3 см. Слева внизу подпись и дата: Claude Monet 91. Чикагский институт искусств, Чикаго, Иллинойс, США (инв. № 1983-29).                                                              | В мае 1899 года выкуплена Исидором Монтаньяком для Американской художественной ассоциации, проходила под названием «Meule, temps gris / Стог, серая погода». Согласно другим данным она уже в 1893 году принадлежала Берте Оноре Палмер из Чикаго, после её смерти картина хранилась в семье Палмеров и к 1951 году принадлежала Полин Вуд (урождённой Палмер). Даниэль Вильденштейн утверждает, что 16 марта 1944 года картина была выставлена на распродаже части собрания Палмеров в аукционном доме «Парк Бернет», но это не находит подтверждения в других источниках. В 1982 году картина была выставлена на продажу в нью-йоркской галерее «Аквавелла», где в 1983 году была приобретена на средства благотворительного фонда семьи Сирлов для Чикагского института искусств.                           |
| W 1284                                    | Стога, фр. Meule, dégel, soleil couchant. 64,4 × 92,5 см. Слева внизу подпись и дата: Claude Monet 91. Чикагский институт искусств, Чикаго, Иллинойс, США (инв. № 1983.166).                                       | В сентябре 1891 года выкуплена у Моне галереей «Аммам» для нью-йоркской галереи «Недлер». 11-14 апреля 1894 года была выставлена на распродаже в Чикеринг-холле, Нью-Йорк, где её на паях выкупили Поль Дюран-Рюэль и галерея «Буссо и Валадон». В 1903 году картина выставлялась в галерее Поля Розенберга, в 1908 году у Дюран-Рюэля, далее находилась в галерее Андре Вейля и у Вильденштейнов. Была в собственности семьи Ландукта из Венесуэлы и затем Дэниэла Сирла, который в 1983 году подарил картину Чикагскому институту искусств. |
| W 1285                                    | Стог, фр. La Meule. 65 × 92 см. Слева внизу подпись и дата: Claude Monet 91. Коллекция Пьера Ларока, Франция. | Картина оставалась в мастерской Клода Моне вплоть до его смерти, унаследована его сыном Мишелем. С 1972 года принадлежит Пьеру Лароку. |
| W 1286                                    | Стога, солнце в тумане, фр. Meule, soleil dans la brume. 60 × 100,3 см. Справа внизу подпись и дата: Claude Monet 91. Художественный институт Миннеаполиса, Миннесота, США (инв. № 93.20).                         | В мае 1891 года выкуплена у Моне Полем Дюран-Рюэлем и вскоре продана Харрису Уиттмору. 12 ноября 1985 года выставлена на распродаже коллекции Уиттмора в аукционном доме «Кристис», где была куплена Робертом Холмсом из Австралии. В 1993 году за счёт финансового пожертвования Рут и Брюса Дейтонов была приобретена группой благотворительных фондов для Художественного института Миннеаполиса. |
| W 1287                                    | Стога, эффект снега, солнечно, фр. Meule, effet de neige, soleil. 65 × 92 см. Без подписи. Музей Барберини, Потсдам, Германия (инв. № MB-Mon-27).                                                                  | В мае 1891 года выкуплена у Моне Полем Дюран-Рюэлем и вскоре продана в частную коллекцию во Франции. С октября 2000 года находилась в коллекции Хассо Платтнера; с 2019 года картина выставляется в основанном Платтнером музее Барберини в Потсдаме. |
| W 1288                                    | Стог на солнце, фр. Meule au soleil. 60 × 100 см. Справа внизу подпись и дата: Claude Monet 91. Цюрихский кунстхаус, Швейцария (инв. № 1969/7).                                                                    | В июле 1891 года выкуплена у Моне Полем Дюран-Рюэлем. С 1897 года принадлежала Эдмону Декапу из Парижа, но в 1903 году вновь была выставлена на продажу у Дюран-Рюэля. В 1905 году её приобрёл Э. Б. Хепбёрн из Великобритании. Затем картина принадлежала Полу Кушману, а в 1946 году опять оказалась в галерее Дюран-Рюэля. 9-10 апреля 1947 года проходила на торгах в аукционном доме «Парк-Бернет», где была куплена Шарлоттой Страуд-Осер из Австралии. Далее находилась в коллекции Дж. Саломона и около 1963 года была выставлена в лондонской галерее Артура Тута. С 1967 года выставлялась в цюрихской галерее «Ф. и П. Натан», откуда в 1969 году поступила в состав собраний Цюрихского кунстхауса.                                                                                                |
| W 1289                                    | Стог, закат, фр. Meule, soleil couchant. 73,3 × 92,7 см. Слева внизу подпись и дата: Claude Monet 91. Бостонский музей изящных искусств, Бостон, Массачусетс, США (инв. № 25-112).                                 | В сентябре 1891 года выкуплена у Моне парижской галереей «Аммам» по заказу нью-йоркской галереи «Недлер» и по прибытии в Америку была продана в неустановленную частную коллекцию. 16—17 января 1917 года была выставлена на распродаже, проходившей в отеле «Плаза», где была выкуплена Полем Дюран-Рюэлем, который в том же году продал картину Джулиане Чини Эдвардс из Бостона. В 1925 году её сыном Робертом Дж. Эдвардсом была подарена Бостонскому музею изящных искусств в память о его матери. |
| W 1290                                    | Стог, фр. Meule. 72,7 × 92,1 см. Слева внизу подпись и дата: Claude Monet 91. Частная коллекция. | В сентябре 1891 года выкуплена у Моне парижской галереей «Аммам» по заказу нью-йоркской галереи «Недлер», с 1892 года находилась в собственности Поттера Палмера из Чикаго. 28 июня 1894 года вернулась была выставлена в нью-йоркской галерее Поля Дюран-Рюэля. С начала 1948 года выставлялась в галерее «Друан-Давид», где 3 апреля её купил Пьер Койе (по другим данным Койе приобрёл картину непосредственно у наследников Дюран-Рюэля). 4 июня 1990 года выла выставлена на продажу в одной из парижских галерей, а 3 декабря того же года продана на аукционе «Кристис» в швейцарскую частную коллекцию. 11 мая 1999 года проходила на торгах аукционного дома «Сотбис», а 16 ноября 2016 года вновь торговалась у «Кристис» и была продана в неназванную частную коллекцию за 81 447 500 долларов США. |